# 케이 중간자
케이온(kaon) 또는 케이 중간자(K meson)는 입자물리학에서 기묘도(strangeness) 양자수에 따라 구별되는 네 가지 중간자 상태 중 하나를 일컫는다.
1947년에 조지 로체스터(George Rochester)와 클리포드 버틀러(Clifford Butler)가 우주선 관측에서 발견되었으며, 월슨의 안개상자 안에 V모양의 비적을 남기는 수수께끼 입자로 발견되었다. 1964년에는 중성 케이온의 붕괴 실험 과정에서, CP 대칭성 깨짐이 처음으로 관측되어 그 실적으로 제임스 왓슨 크로닌과 밸 로그즈던 피치가 1980년에 노벨 물리학상을 받았다.
쿼크 모형에서, 케이온은 기묘 쿼크(혹은 그 반쿼크) 한 개를 포함하고 있다고 생각된다. 입자는 K0, K+, 반입자는 K0, K−으로 총 4가지가 있다.
K−는 스트레인지 쿼크와 반업 쿼크, K+는 반스트레인지 쿼크와 업 쿼크로 이루어졌으며, 또한, K0는 반스트레인지 쿼크와 다운 쿼크, K0는 스트레인지 쿼크와 반다운 쿼크로 이루어졌다. K−와 K+는 각각 입자와 반입자의 관계로 이루어졌고, K0와 K−도 같은 관계이다.
K−, K+의 질량은 대략 494 MeV/c2이고, 수명은 1.2×10-8초이다. K0, K0의 질량은 대략 498 MeV/c2이고, 수명은 5.2×10−8초인 긴 것과 9.0×10−11초인 짧은 것이 있다.
K+의 붕괴 패턴과 분기비는 다음과 같다.
1. {\displaystyle \mu ^{+}\nu _{\mu }} (약 63.4%);
2. {\displaystyle \pi ^{+}\pi ^{0}} (약 21.1%);
3. {\displaystyle \pi ^{+}\pi ^{+}\pi ^{-}} (약 5.6%);
4. {\displaystyle \pi ^{+}\pi ^{0}\pi ^{0}} (약 1.7%);
5. {\displaystyle \pi ^{0}e^{+}\nu _{e}} (약 4.9%)

## 같이 보기
- 강입자
- 기묘 쿼크
- 반전성
- 중성미자 진동